# Wessel (Radibor)
Wessel, obersorbisch Wjeselⓘ, ist ein Dorf der Gemeinde Radibor im Nordosten des sächsischen Landkreises Bautzen. Es zählt zum offiziellen sorbischen Siedlungsgebiet in der Oberlausitz. Wessel hat 84 Einwohner.

## Geografie

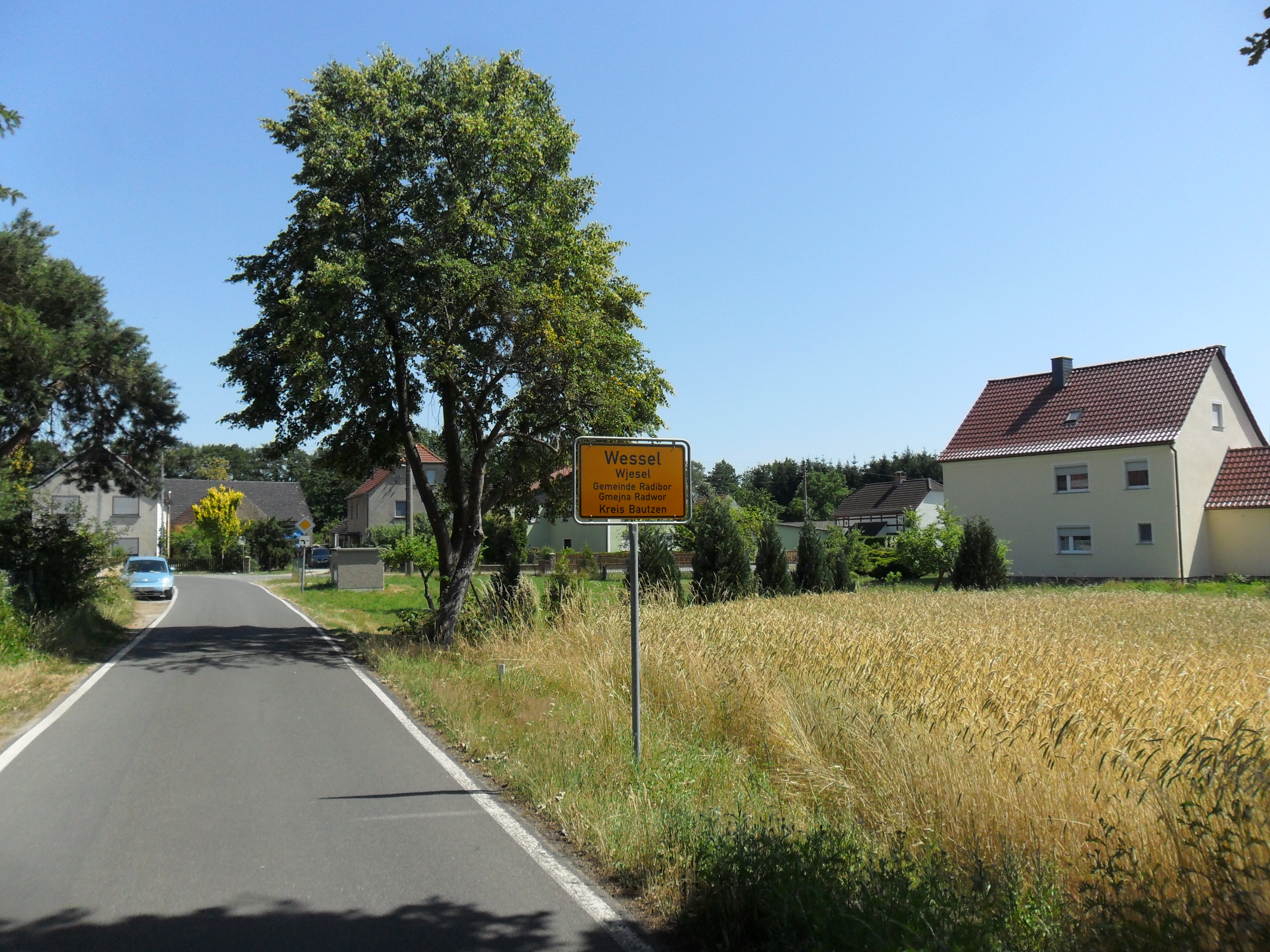
Wessel – mit Ortseingang aus Richtung Lippitsch

Der Ort liegt im äußersten Norden der Gemeinde am Rande der Oberlausitzer Heide- und Teichlandschaft, die großteils als Biosphärenreservat ausgewiesen ist. Nördlich erstrecken sich die Driewitz-Milkeler Heiden; nach Bautzen im Süden sind es etwa 16 Kilometer. Der Ort Radibor ist etwa zwölf Kilometer entfernt, der nächstgelegene Ort ist Lippitsch etwa einen Kilometer westlich.

## Geschichte
Das genaue Alter des Dorfes ist unbekannt; die erste urkundliche Erwähnung erfolgte 1353.
Von 1586 bis 1777 hatte das Rittergut Lippitsch die Grundherrschaft inne, danach das Rittergut Milkel. Nach dem Wiener Kongress 1815 verlief die neue sächsisch-preußische Grenze unweit des Ortes in nördlicher Richtung.
Von 1936 bis 1999 gehörte das Dorf zur Gemeinde Milkel, danach zur Gemeinde Radibor.

## Bevölkerung
| Datum | Einwohner                             |
| ----- | ------------------------------------- |
| 1777  | 6 besessene Mann 7 Gärtner 10 Häusler |
| 1834  | 139                                   |
| 1871  | 168                                   |
| 1890  | 136                                   |
| 1910  | 129                                   |
| 1925  | 129                                   |
| 2010  | 95                                    |

Für seine Statistik über die sorbische Bevölkerung in der Oberlausitz ermittelte Arnošt Muka in den 1880er Jahren eine Bevölkerungszahl von 167, darunter 142 Sorben (85 %) und 25 Deutsche.